# Georges Thomann

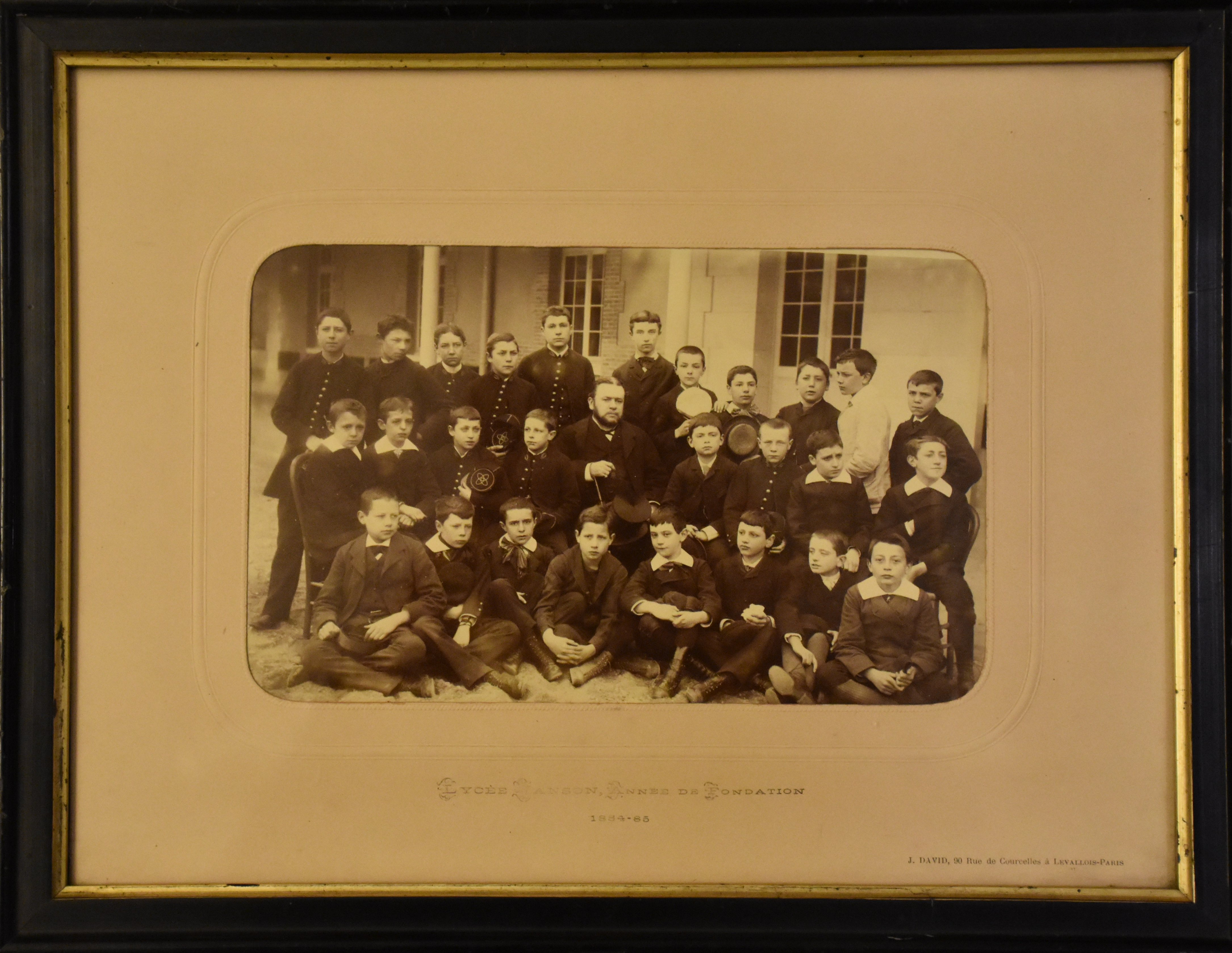
Lycée Janson de Sailly, 1884 (année de fondation). Georges Thomann en classe de 5e (debout, 5e à partir de la droite). Photo J.David

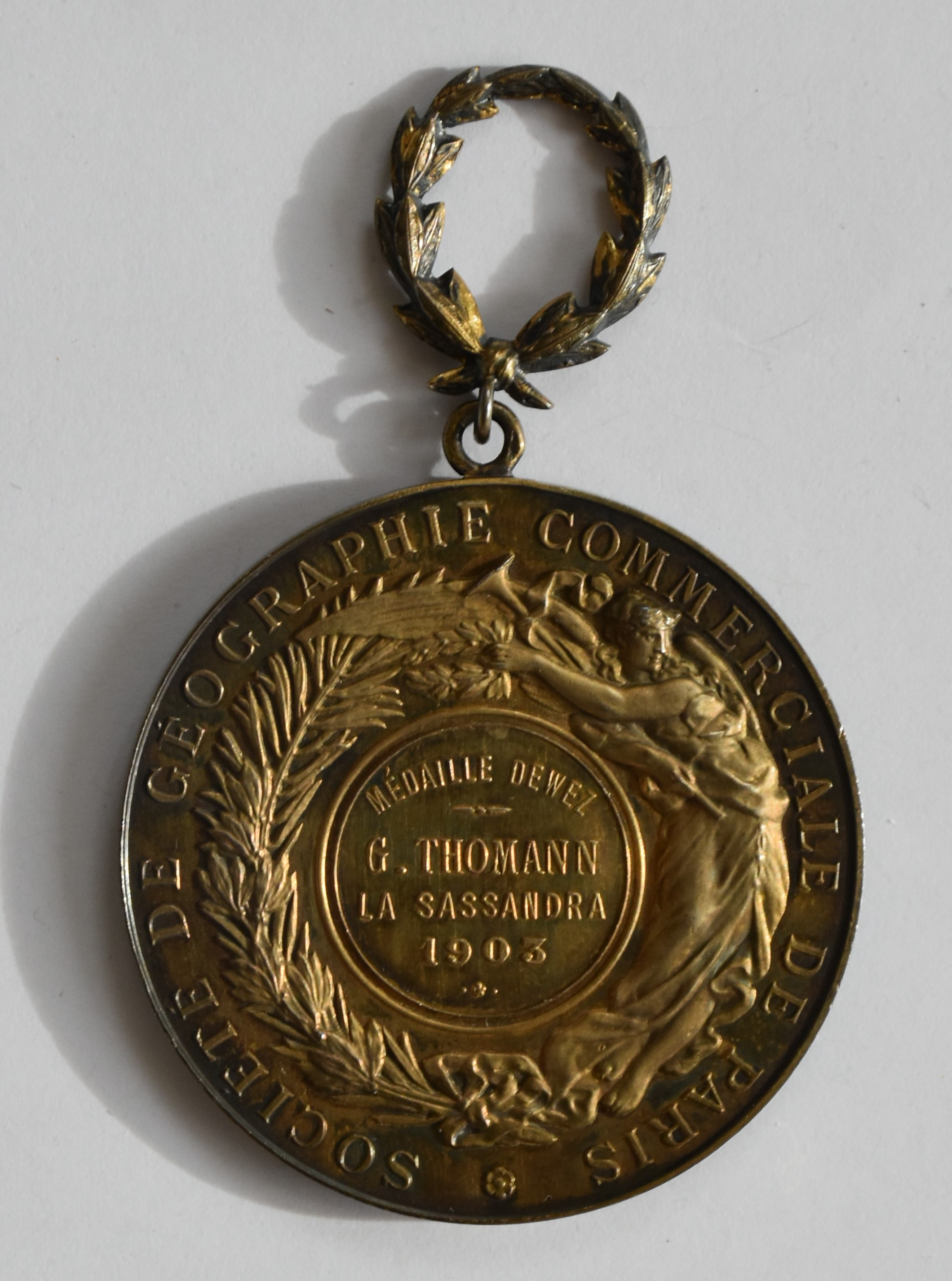
Médaille DEWEZ de 1903 décernée à Georges Thomann pour sa traversée de Sassandra à Séguéla en 1902. Cette médaille n'est attribuée qu'à une seule personne par an.

Georges Thomann (1872-1943) est un explorateur et un administrateur colonial français. Fondateur du Cercle de Sassandra, Côte d'Ivoire, il contribue aux connaissances en ethnologie, topographie et linguistique africaines de l'époque grâce à ses nombreuses publications.

## Biographie
Georges Thomann est né le 20 mai 1872 au Mans dans la Sarthe. C'est le fils de Laurent Edmond Thomann, officier de cavalerie alsacien et propriétaire vigneron, et de Eugénie Adeline Collet. Il entre en 5e au Lycée Janson de Sailly en 1884, année de fondation du lycée, puis étudie à Compiègne, Joigny, Auxerre, Melun en fonction des affectations de son père. Il est fonctionnaire des colonies de 1893 à 1927 et meurt le 31 mars 1943 dans sa maison, 9 rue Cantin à Courbevoie.

### Cercle de Sassandra (Côte d’Ivoire) 1893-1907
Il perd sa mère à 16 ans et abandonne des études pourtant brillantes pour s'engager en 1890 dans un régiment de dragons. Trois ans plus tard, son service militaire obligatoire terminé, il quitte l'armée sans regret. Son père le recommande alors à son ami, le capitaine Louis-Gustave Binger, un Alsacien récemment nommé Gouverneur de la Côte d'Ivoire.
Celui-ci le recrute comme commis aux Affaires Indigènes de la nouvelle colonie. Il embarque sur Le Capitaine Ménard et arrive à Sassandra le 4 septembre 1893 pour fonder le  premier cercle de Sassandra.

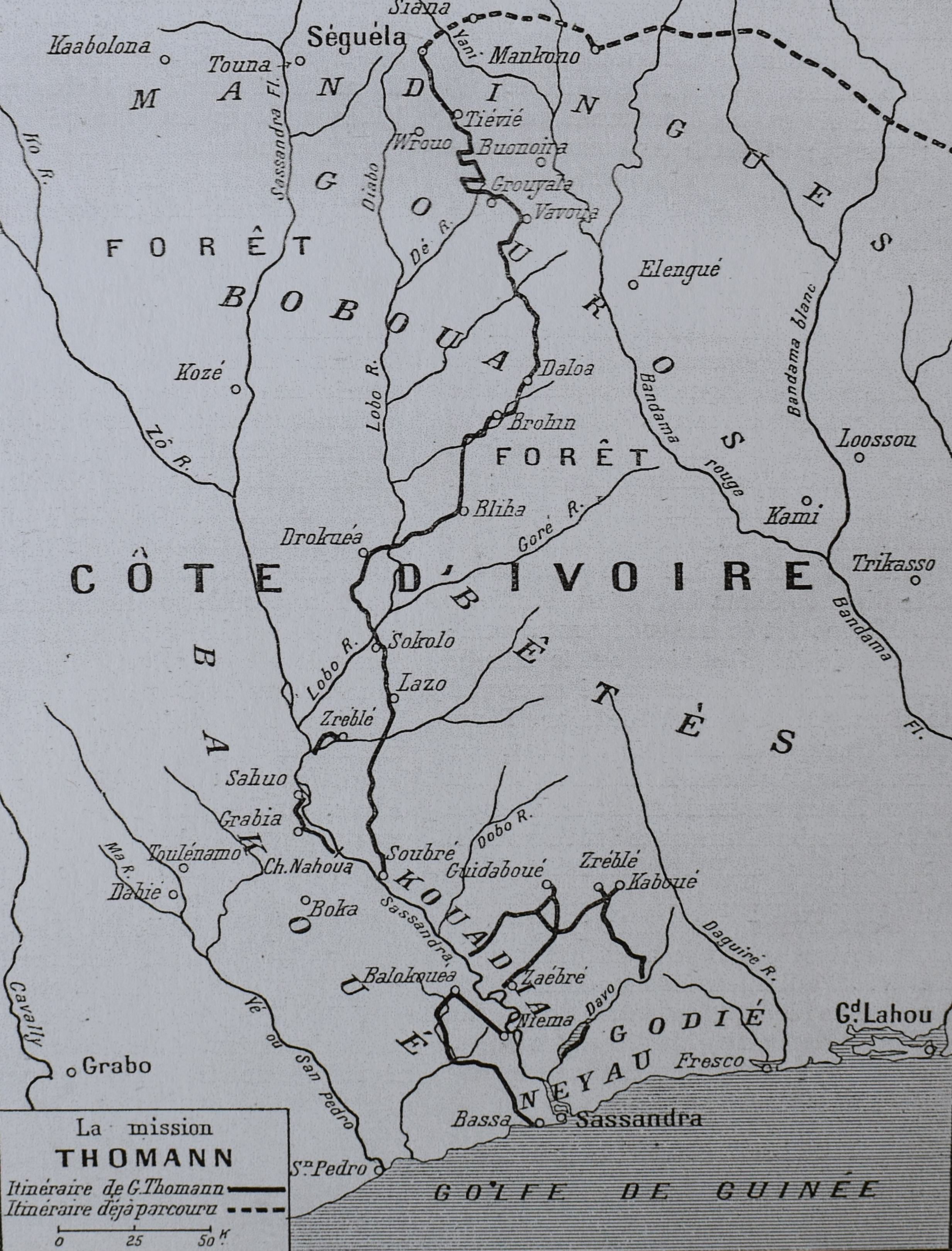
Itinéraire Mission Thomann 1902, de Sassandra à Séguéla, Côte d'Ivoire (in Journal des voyages No 340 du 7 juin 1903)

Il est âgé de 21 ans à peine, bachelier (première partie), lecteur de Victor Hugo, d’Émile Zola et d'Anatole France, et profondément républicain.
Louis-Gustave Binger le présente rapidement au chef indigène du pays auquel il recommande de lui obéir comme au représentant de la France. Laissant Georges Thomann seul avec quelques vivres,  le gouverneur s’apprête à regagner le bateau lorsque celui-ci lui demande timidement « Quelles sont vos instructions ? ». Binger saute dans la baleinière qui l’attendait et lui répond : « Débrouillez-vous! ». Deux mots seulement, mais dans ces deux mots tout un programme. Binger ne s'était il pas débrouillé tout seul dans la boucle du Niger ?
Georges Thomann sympathise rapidement avec les habitants de Sassandra, les Néyo (ou Néyau) et parle de leur chef Zago en terme plutôt élogieux ce qui est assez remarquable à l'époque. Il sera tout au cours de sa carrière partisan de la « méthode pacifiste ».
Conscient de l'importance de la connaissance des langues pour les échanges avec les populations, et très admiratif du travail de Maurice Delafosse, son ami et collègue, il  prend des notes qui constitueront ses Carnets de voyage et son futur Essai de manuel de la langue néouolé.
Ces témoignages d'un autodidacte éclairé, en même temps fonctionnaire soucieux d'accomplir sa mission coloniale et homme plein d'empathie et de curiosité pour les populations rencontrées sont très précieux pour comprendre cette période.
Nommé à Grand-Lahou et en pays Baoulé, puis au cercle de Béréby après une escale dans l'administration centrale de la colonie à Grand-Bassam, il retourne à Sassandra en 1897.
Il mènera de nombreuses expéditions en remontant le fleuve Sassandra et ses affluents. Ayant réussi la fameuse jonction Golfe de Guinée – Soudan, grâce à ses nombreuses amitiés locales, il ne restera pourtant pas dans les annales coloniales de la France (peut-être en raison de la liberté de ton de ses écrits, souvent critiques à l’égard de l'armée, de l'administration et du gouvernement). 

### Mission Thomann, de Sassandra à Séguéla: 1902
Georges Thomann a 29 ans et pense avoir suffisamment d’expérience de la région pour tenter une traversée entre Sassandra et Séguéla avec une équipe légère. Ses supérieurs ne souhaitent pas en prendre la responsabilité et il n’a ni ordre, ni autorisation, ni interdiction du Gouverneur. Il engage une partie de ses finances en espérant un remboursement en cas de succès et achète la pacotille nécessaire au voyage par une « petite subvention » du Comité de l’Afrique Française. Il se lance, seul européen, avec 11 miliciens, 2 interprètes, 6 boys et 52 porteurs pour tenter pacifiquement ce que 2 missions avaient tentées vainement en utilisant la force (Blondiaux-1898, Woelfel-Mangin/Hostains-d’Ollone-1899). La traversée est réalisée en 3 mois, du 18 janvier au 18 mars 1902 à travers 400 km de forêt vierge. À l’arrivée à Séguéla, il montre fièrement au lieutenant Cornet sa caisse de cartouches, intacte. 
La traversée portera le nom de « Mission Thomann », lui vaudra la médaille de Chevalier de la Légion d’honneur en 1903, la médaille DEWEZ de la Société de Géographie Commerciale de Paris en 1903  et la médaille d’or du « Journal des Voyages » en 1904. 

### Cercle d’Aboisso (Côte d’Ivoire): 1907-1909
En 1907 il est muté à Aboisso, dans le cercle d'Assinie, à l'extrémité est de la Côte d'Ivoire où il s'installe avec sa femme Germaine. Ils y perdront leur premier fils et c'est pour consoler sa femme qu'il consent à l'emmener en expédition à travers le Samvi. Elle rédige alors le récit d'Une Parisienne à la Côte d'Ivoire (1907-1909) où l'on comprend tout l'amour qu'elle a pour son mari, mais aussi toute la critique qu'elle porte sur les notions de "paix", "progrès", "commerce", "plantations" etc.  qu'il répète  tout au long de la route, mais qui n'ont comme ultime but que de faire payer plus d’impôts aux populations.
Son séjour à Aboisso est marqué par des évènements graves qui l'opposent à la monarchie Sanwi, dont la capitale est à Krinjabo, 10 kilomètres plus au sud. En 1908, il fait arrêter et destituer le roi Somian Boleba, qui s’était opposé à la remise en cause de la coutume Sanwi. Le roi déchu est remplacé par Amon Assémian, fils du roi Amon Ndoufou II, mais qui n’est pas l’héritier légitime. Amon Assémian ne donne pas, lui non plus, satisfaction. Impliqué dans une affaire de trafic d’armes qui aurait bénéficié à des résistances armées dans le Nzi Comoé et à Séguéla, il est arrêté. Vingt jours plus tard, le 11 octobre 1908, on annonce qu’il est mort pendu en prison et on invoque un  suicide. Le chef du village d’Aboisso, Anohi, dénonce un assassinat, ameute la population et projette de s’emparer de la poudrière. Son projet étant révélé par des informateurs, Anohi est arrêté à son tour et envoyé à Bingerville, le chef-lieu de la colonie. 
Thomann quitte la colonie en 1909 quand ses idées pacifistes sont définitivement supplantées par les partisans de la « méthode de force ».

### Afrique Equatoriale Française (AEF): 1910-1927
Affecté au Moyen–Congo, il participe, de 1910 à 1913 à la pacification du Likouala Mossaka en tant qu’Administrateur du Cercle. Il y rencontre les frères Tréchot qui y sont concessionnaires.
Il est mobilisé en 1914 et affecté au Gabon où il devient inspecteur des affaires administratives. Il enquêtera notamment sur les affaires reprochées à l’Administrateur Gaffory et sur celles reprochées à l’Administrateur Joseph Michel.
Du 1er juin 1917 au 12 juin 1918 il est gouverneur du Gabon par Intérim. Pendant son interim, Albert Schweitzer et sa femme sont arrêtés, considérés comme prisonniers de guerre et envoyés en France. Lui-même pense que ce sont des espions Allemands. Après la guerre il est réaffecté au Congo.

### Chemin de fer Congo-Océan (CFCO): 1925
En Novembre 1919, Georges Thomann est chargé par le gouverneur Général Victor Augagneur d’un rapport sur le recrutement et le ravitaillement de la main d’œuvre du chantier du chemin de fer. Georges Thomann préconise, le 14 décembre 1920, un recrutement de proximité, une alimentation basée sur le manioc frais et un bon traitement car « A la condition de ne pas être trop éloigné de chez lui, de ne pas aliéner sa liberté sur une trop longue période et surtout d’être bien nourri, il travaillera tant qu’on voudra ».
Le 23 juillet 1922, 18 mois après le début des travaux à Brazzaville, le gouverneur général Augagneur signe une convention avec la Société de construction des Batignolles (SCB) qui doit réaliser les travaux de construction de la voie sur 172 km à partir de Pointe Noire. La gestion de la main d’œuvre est confiée au chef de circonscription du chemin de fer en cumul de ses fonctions existantes.
Le 8 juillet 1924, un nouveau gouverneur général de l’AEF est nommé, Raphaël Antonetti. Il interroge immédiatement Georges Thomann au sujet des conditions dans lesquelles une route carrossable peut être construite entre Brazzaville et Pointe Noire en parallèle du Chemin de fer. Thomann désapprouve et répond le 6 août 1924 qu’il faudrait des travaux considérables entraînant des frais énormes.

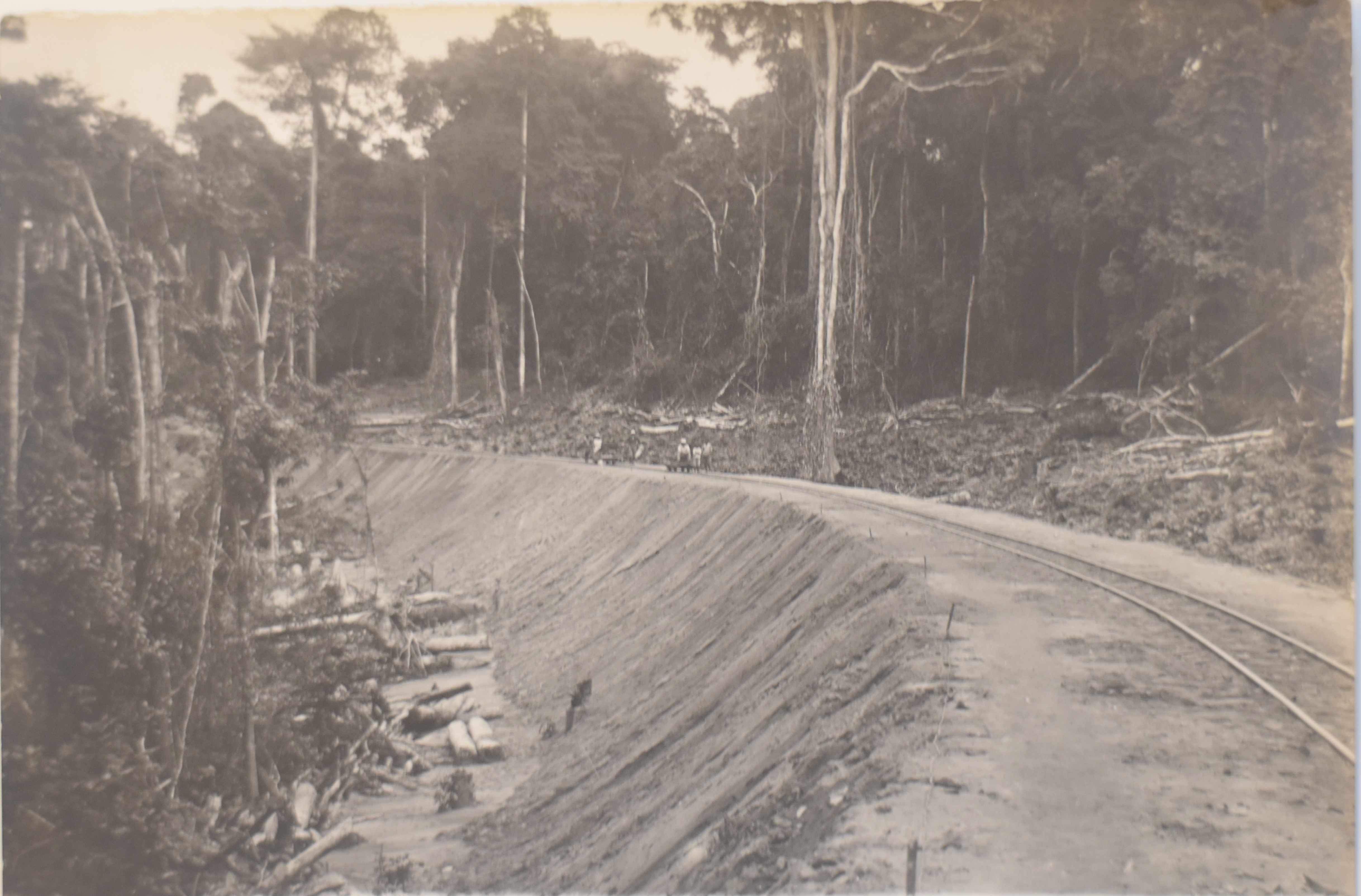
Chemin de fer Congo-Océan, "grand remblai du Kil", entre Pointe Noire et Hinda, 7 janvier 1925. Photo Georges Thomann

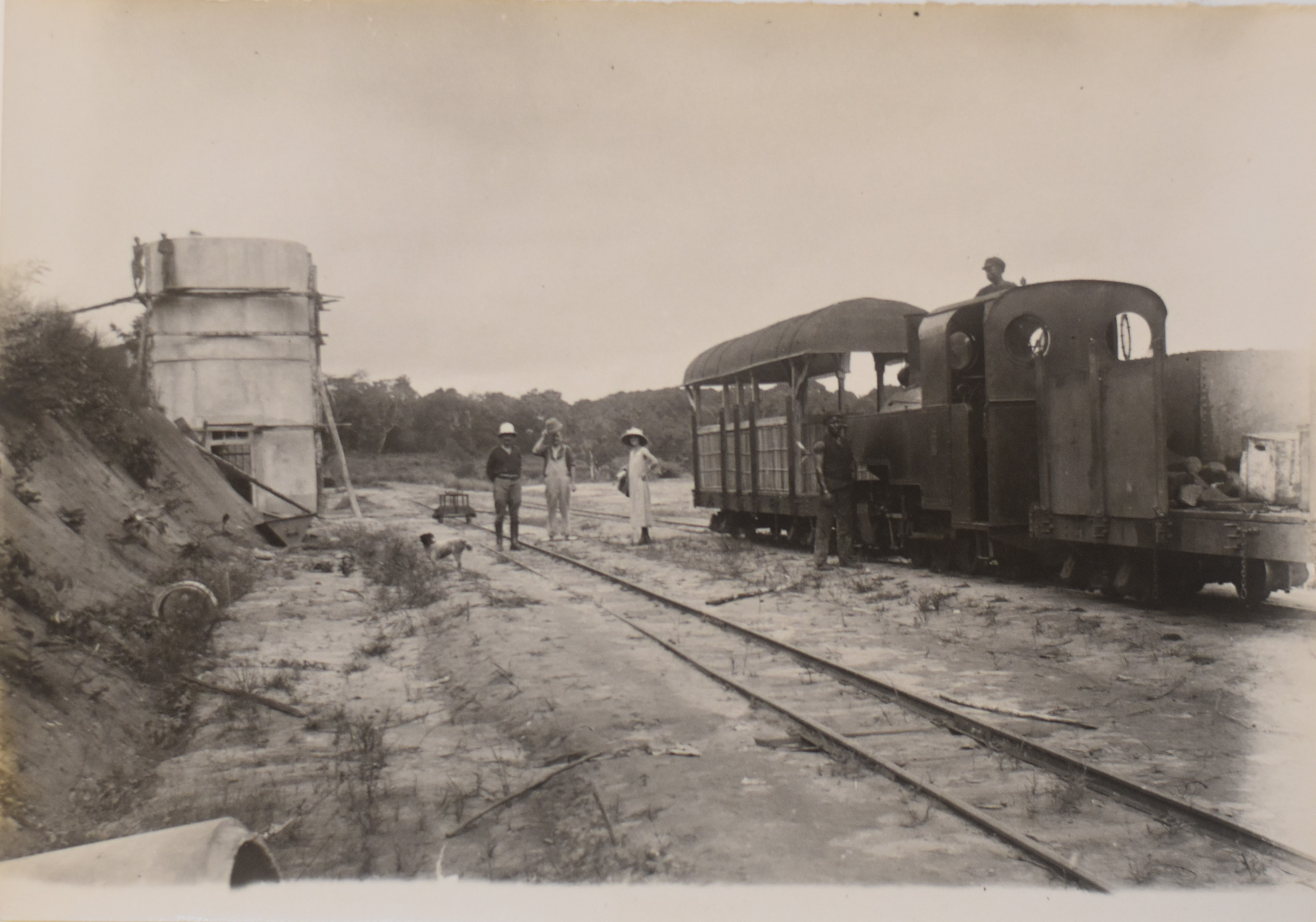
Le train en gare de Hinda, république du Congo, 7 janvier 1925. Photo Georges Thomann

Le 7 janvier 1925, Georges Thomann est nommé Directeur de la main d’œuvre du Chemin de fer Congo-Océan. Le 22 janvier, il reconnaît le plateau de Mavouadi et décide d’y installer un camp provisoire. En mars, il se plaint du manque de personnel, il a 3 personnes dans son service sur 81 km de chantier pour surveiller la manière dont les Batignolles utilisent la main d’œuvre. À la suite d'un constat de mortalité anormale sur le chantier de la route, on lui confie la responsabilité de la main d’œuvre sur les deux chantiers. Avec le médecin-chef Lefrou, il remonte les problèmes : absence de visite d’incorporation pour les travailleurs de la route, manque de couverture, abris insuffisants, acclimatation difficile, début d’épidémie.

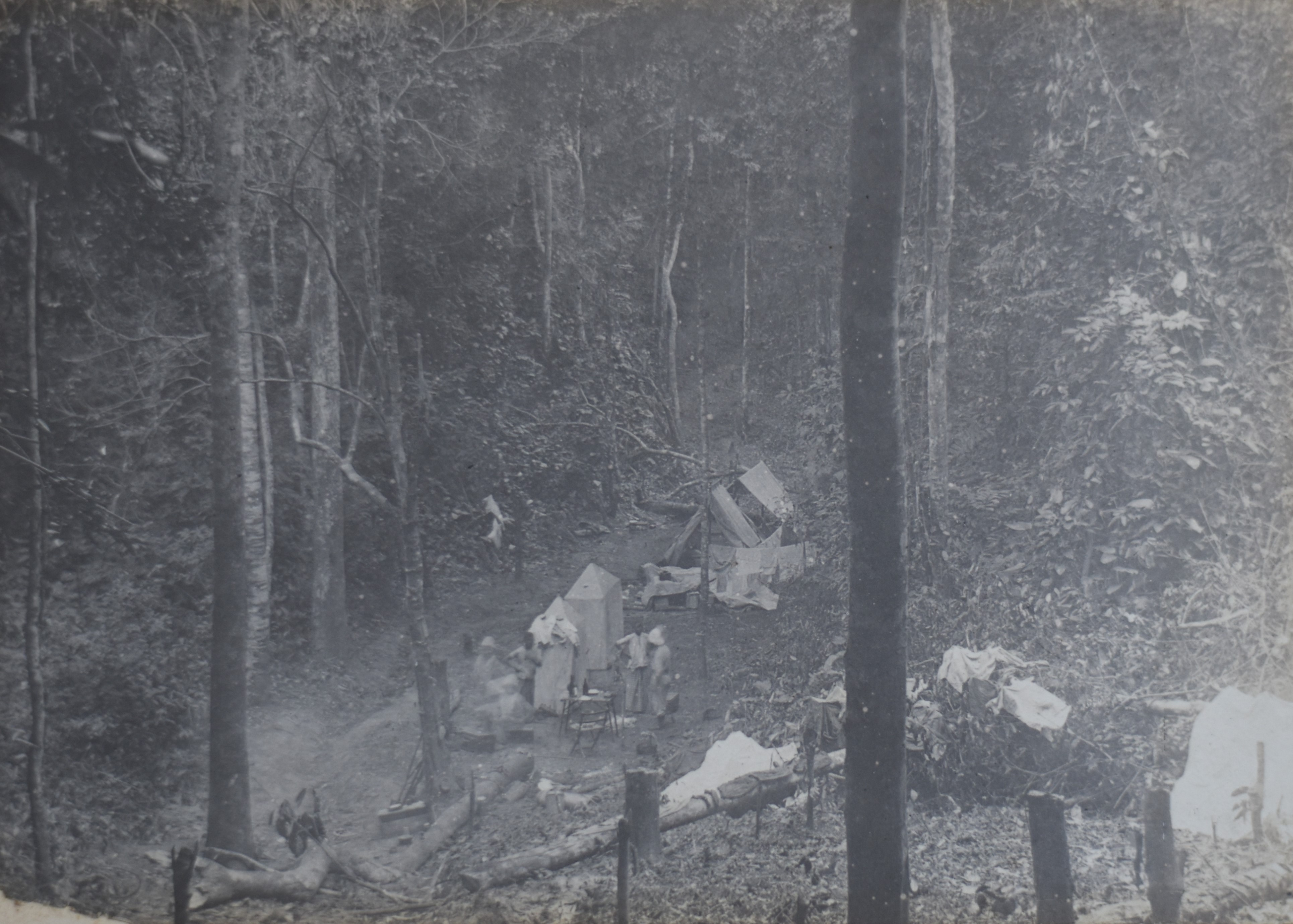
Indication manuscrite au dos "Camp dans la forêt de Mayombe, Congo Français". Sans doute la reconnaissance du plateau de Mavouadi en janvier 1925.

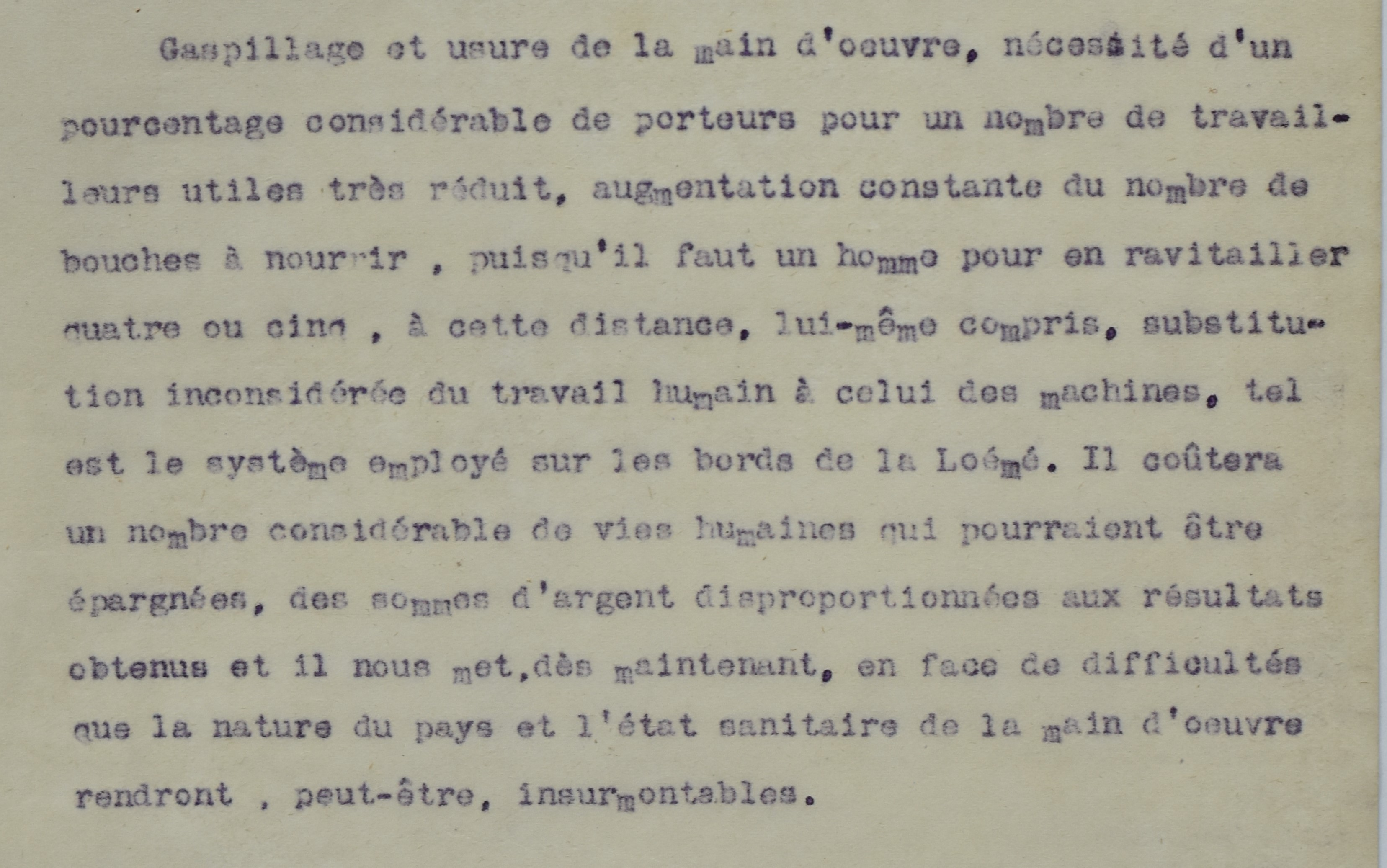
Extrait Original du "Rapport sur le fonctionnement du SERVICE DE LA MAIN D'OEUVRE du Chemin de fer Congo-Océan, du 3 juillet 1925", rédigé par Georges THOMANN, Directeur du Service. Ce passage sera cité par Robert Poulaine dans son livre Etapes Africaines (1930)

Le docteur Lefrou fera éditer en 1927 une étude critique "considérations médicales sur le personnel des chantiers de construction du CFCO  et en adressera un exemplaire à Georges Thomann : "L’exemplaire envoyé vous rappellera notre vie commune à la Main d’œuvre... Je doute que mon modeste travail ait une répercussion heureuse sur le problème de la main d’œuvre au Congo et ailleurs. Enfin « verba volant, scripta manent », de mon passage au chemin de fer, il y aura toujours une trace quelque part."
Le 15 juin 1925, Louis Tréchot écrit à Georges Thomann qu’il a envoyé une lettre à l’administrateur Marchand signalant la mortalité et la maladie des indigènes de la Mossaka sur le chantier du CFCO. Il conseille à Georges  Thomann de mettre les problèmes en avant pour qu’on ne lui reproche pas « de ne pas avoir attiré l’attention en temps utile ».
L'état de santé de Georges Thomann se dégrade rapidement. Le 3 juillet il rédige un rapport où il met en avant ce que sa hiérarchie ne veut pas entendre. Le 4 juillet il adresse une demande de rapatriement au Gouverneur Général. Les médecins confirment que sa santé est incompatible avec son poste de directeur de la main d’œuvre et les conditions de vie au Congo. Il remet son service le 11 septembre, reste à son poste jusqu’au 11 octobre, et quitte le Congo définitivement le 28 octobre. Il emporte ses archives, puisqu'il a pris soin de taper ses courriers en trois exemplaires : un qu'il envoie, un qu'il conserve pour les archives du service, et un pour son usage personnel . Lors de sa convalescence en France, il cherche une nouvelle affectation en dehors de l'AEF, pour ne plus dépendre d'Antonetti. Mais on lui fait comprendre qu'Antonetti ne veut pas qu'il aille ailleurs et que ce sera l'AEF ou rien. 
Le 7 novembre 1925 et le 20 février 1926 sortent  dans le Journal du Peuple les premiers articles de René Maran mettant en cause le chantier du CFCO.
Le 14 avril 1926 Georges Thomann a une audience avec Léon Perrier, Ministre des colonies, grâce au support d’Henri Tréchot, de V. Dubosc délégué élu de l’AEF et de l’inspecteur des colonies Moretti. Georges Thomann l'informe des modalités de recrutement et de gestion de la main-d'œuvre sur le chantier du Congo-Océan conduisant à un taux de mortalité inutilement élevé. Aussitôt avisé, le ministre décide l'envoi d'une commission d'enquête.
Le 17 et le 24 avril 1926, René Marand s’insurge dans le Journal du Peuple contre le courrier 707, de Georges Thomann au Directeur des Batignolles, dont la modération lui parait scandaleuse. Il ne sait pas qui lui a fait parvenir ce courrier.
Le 15 mai 1926 : l’inspecteur Pégourier est nommé pour une mission de contrôle en AEF sur le sujet du Congo Océan par le Ministre des colonies. Il rencontre ou échange des courriers avec Georges Thomann les 27, 28 29 et 31 mai. Il doit partir le 8 juin de Bordeaux pour le Congo.
André Gide revient en juin 1926 de 11 mois de voyage au Congo. Il n’a rien vu du scandale du CFCO, comme son manuscrit écrit sur le bateau le démontre. Il lui reste heureusement du temps pour le corriger avant publication et d’écrire dans son appendice « dernière heure » dans « retour du Tchad »,  « lorsque, à mon retour du Congo, j’allai remettre à M Léon Perrier le rapport que je lui devais, je remportai l’impression la plus réconfortante de l’entretien qu’il me permit d’avoir avec lui. D’autre part l’envoi d’une commission d’enquête, aussitôt qu’il fut avisé de l’inquiétante mortalité parmi les indigènes réquisitionnés pour le chemin de fer de Brazzaville à Pointe noire témoignait d’un zèle humanitaire efficace » En accolant ces deux phrases, André Gide donne l’impression que c’est lui qui a avisé le Ministre de l’inquiétante mortalité. Cette impression devient rapidement un fait qu'il ne contredira pas et que l'on trouve aujourd'hui dans de nombreux d'articles sur le CFCO
La mission Pégourier va sérieusement mettre en cause le Gouverneur Général Antonetti qui sera rappelé en France en janvier 1927 pour s’expliquer. Le gouverneur Augagneur sort fort opportunément "Erreurs et brutalités coloniales" cette année là et y dénonce dans sa préface les procédés de recrutement du CFCO. Mi-juillet 1927, il se murmure au ministère qu’Antonetti ne retournera pas au Congo. Le 27 juillet 1927 Georges Thomann est nommé Gouverneur Honoraire, le 1er août il est mis à la retraite.
En octobre 1927, Antonetti rejoint son poste, lavé de toutes les accusations portées contre sa gestion. La balance a penché de son côté de justesse, les politiques pensant qu’il était le meilleur garant de la fin des compagnies concessionnaires du Congo. André Gide illustre ce raisonnement dans son article du 15 octobre 1927 dans la revue de Paris, où pour mieux attaquer le régime des concessions, il semble excuser Antonetti : « je sais qu’il est des maux inévitables ; ceux dus par exemple au climat… à la situation géographique et à la configuration du Pays ; il est enfin certains sacrifices cruels , j’entends ceux qui se chiffrent par vies d’hommes…et je songe ici tout particulièrement à celle qu’entraîne l’établissement des grandes routes et surtout la voie ferrée. Aucun sacrifice, dans certains domaines, ne saurait être réalisé sans sacrifice de vies humaines. Sacrifice imposé ou généreusement consenti. Du moins s’il profite à la communauté, si , en fin de compte il y a progrès, peut on dire que ce sacrifice était utile".
Daniel Durosay écrit en 1987 : " Cette question des recrutements... n'est apparue à Gide qu'au retour à Paris, où l'alarme avait été donnée dans la presse et même au parlement, alors l'aveuglement fit place au masquage, car on peut penser que l'alliance politique à laquelle l'écrivain crut devoir se prêter - en se plaçant presque inconditionnellement du côté de l'administration contre les sociétés concessionnaires -  s'opposait à ce qu'il mit en difficulté sur cette question le gouverneur général Antonetti ".  

### Assurance "La Providence": 1927-1936
Georges Thomann devient inspecteur aux assurances « La Providence » et tombe dans l’oubli. Son nom a été peu cité dans l’affaire du CFCO car le Ministère protégeait sa source et Antonetti n’avait pas intérêt à l’affronter. Robert Poulaine dans son livre Etapes Africaines (1930) rend un bel hommage à Georges Thomann, en citant plusieurs passages du rapport du "Directeur de la Main d'Œuvre"  du 3 juillet 1925 : "Voici donc quelques nouveaux extraits d’une communication prophétique adressée au gouverneur général  par l’homme sur les épaules duquel reposait l’écrasante responsabilité de plusieurs milliers de vies humaines : «…Gaspillage et usure de la main d’œuvre, nécessité d’un pourcentage considérable de porteurs pour un nombre de travailleurs utiles très réduit, augmentation constante du nombre de bouches à nourrir (puisqu’il faut un homme pour en ravitailler quatre ou cinq à cette distance, lui-même compris), substitution inconsidérée du travail humain à celui des machines tel est le système employé dans le Mayombe. Il coûtera un nombre considérable de vies humaines qui pourraient être épargnées, des sommes disproportionnées aux résultats obtenus....” . Ces avertissements sont tout à l’honneur de celui qui ne craignant pas de jouer les Cassandre, les formula... Quoi qu’il en soit, le gouvernement, passant outre, ne changea rien à ses instructions, et la société rien à ses méthodes."

## Descendance
En Côte d’Ivoire, il reçoit du chef Bouaké le 23 janvier 1895 une jeune captive nommée Aya de la race des Sénoufos qu’il fait venir avec lui lors de son congé en France de mars 1896 à octobre 1896. Il a avec elle une fille, Louise, née le 7 janvier 1898 à Sassandra (Côte d’Ivoire), qu’il reconnaît officiellement et qu’il confie plus tard à une institution de jeunes filles d’Arnouville-les-Gonesses (Val d’Oise), où elle meurt le 24 mars 1913.
Le 14 novembre 1906, il se marie avec Germaine Liorat, née le 6 juillet 1884 à Paris, décédée le 10 mars 1989 à Courbevoie, avec qui il aura 3 enfants.
- Jean : né le 23 mai 1908 à Aboisso (Côte d'Ivoire), décédé le 2 juillet 1908 à Aboisso (Côte d’Ivoire).
- Simone : née le 21 juin 1910 à St Brice-sous-forêt (Val d’Oise), décédée le 22 octobre 2006 à Courbevoie (Hauts de Seine). Elle fera éditer « Carnets de route en Côte d’Ivoire (1896-1902) »[4]
- Jeanne Jacqueline : née le 10 février 1914 à St Brice-sous-forêt (Val d’Oise), décédée le 27 janvier 1986 à Courbevoie (Hauts de Seine)

## Fonds Georges Thomann - Musée du Quai Branly
Le Musée du Quai Branly Jacques Chirac a accepté en 2018 le don, pour inscription sur l’inventaire des collections nationales, d’un « ensemble de matériel de voyage et de souvenirs personnels de Georges Thomann ». Celui-ci comprend des photos prises en Afrique entre 1893 et 1925 : 799 tirages classés dans 6 albums, 79 tirages hors albums et 12 plaques de verre. Une partie de son matériel d’expédition : appareil photo, malles, lit de camp, table et chaises pliantes, tonnelet étanche, tenues de brousse. Des objets usuels africains dont 6 pagnes Dida en raphia ramenés en 1896. Une partie de sa bibliothèque. L'ensemble de ses archives : originaux de ses carnets de route, une centaine de plans manuscrits de l'exploration de la Sassandra sur papier millimétré, courrier officiel et officieux du CFCO, etc. 
Une partie du fonds est consultable sur http://collections.quaibranly.fr/ en tapant Georges Thomann dans le moteur de recherche.

## Distinctions
- Officier de la Légion d'honneur (19 janvier 1919)[18]
- Officier d'académie
- Chevalier de l'Étoile noire (Bénin)

## Publications
- La Sassandra, Bulletin du comité de l'Afrique Française, 1901.
- Le rapport de la mission Sassandra Séguéla, in Revue coloniale, nouvelle série no 7, juillet-août 1902.
- Coutumes des Kroumen de Sassandra, in Coutumes indigènes de la Côte d'Ivoire, Clozel et Villamur, Paris, 1902.
- De la Côte d'Ivoire au Soudan, Renseignements coloniaux, Bulletin du comité de l'Afrique Française, Paris 1903.
- Essai de manuel de la langue néouolé parlée dans la partie occidentale de la Côte d'Ivoire - ouvrage accompagné d'un recueil de contes et chansons en langue néouolé, d'une étude sur les diverses tribus bêté-bakoué, de vocabulaires comparatifs, d'une bibliographie et d'une carte, éditeur Ernest Leroux, Paris 1905.
- Le cercle de Sassandra, in Côte d'Ivoire, notices publiées par le Gouverneur général à l'occasion de l'exposition coloniale de Marseille, 1906.
- Sur la route de Sassandra, in Bulletin du comité de l'Afrique Française, supplément no 1, 1907.
- Carnets de route en Côte d'Ivoire (1896-1902) suivis de Une Parisienne à la Côte d'Ivoire (1907-1909), éditeur Sépia, Saint-Maur, 1999, préface de Charles B. Donwahi, disponible chez l'éditeur,  (ISBN 2842800303)
- De Sassandra à Séguéla, Journal des voyages (No 358 à 365), Paris, 1903.
- Une Parisienne à la Côte d’ Ivoire par Germaine Thomann sa femme, Journal des voyages (No 706 à 713) , Paris, 1910
- Le Fétiche (No 744),  Les loustics Africains (No 758), La vengeance de Lia (No 763 à 771)  par G. Nohmant (son pseudonyme), Journal des voyages, Paris, 1911
- L’Étoile Noire  par G. Nohmant (son pseudonyme), Journal des voyages (No 898 à 908), Paris, 1914